# 下赛恩
下赛恩是德国莱茵兰-普法尔茨州的一个市镇。总面积2.82平方公里，总人口198人，其中男性106人，女性92人（2011年12月31日），人口密度70人/平方公里。